# Paul Jouffrault
Paul Jouffrault, francoski general, * 1885, † 1944.